# Dasycladaceae
Le dasicladacee costituiscono una delle due famiglie di alghe unicellulari appartenenti all'ordine Dasycladales. Quando sono ritrovate nelle rocce calcaree risalenti al Paleozoico, esse si trovano ad una profondità marina in genere non superiore ai 5 metri. Dasycladaceae si articola in vari generi alcuni dei quali, come Acetabularia, sono tipici dei mari tropicali. Queste alghe possono essere grandi alcuni centimetri e presentano un fusto ramificato e robusto, che accumula esternamente carbonato di calcio, necessario per conferire rigidità alla struttura dell'alga.